# Rusîliv, Busk
Rusîliv (în ucraineană Русилів) este un sat în comuna Baluciîn din raionul Busk, regiunea Liov, Ucraina.

## Demografie
Componența lingvistică a localității Rusîliv
     Ucraineană (99,52%)
     Alte limbi (0,48%)
Conform recensământului din 2001, majoritatea populației localității Rusîliv era vorbitoare de ucraineană (99,52%), existând în minoritate și vorbitori de alte limbi.